# Gräfenhain
Gräfenhain é uma vila e antigo município da Alemanha localizado no distrito de Gota, estado da Turíngia.

## História
Enquanto município, a erfüllende Gemeinde (português: municipalidade representante ou executante) para determinadas funções administrativas foi a cidade de Ohrdruf.  Em 1 de janeiro de 2019, foi incorporado ao município de Ohrdruf após uma reforma administrativa e territorial.